# Cephalotes rohweri
Cephalotes rohweri är en myrart som först beskrevs av Wheeler 1916.  Cephalotes rohweri ingår i släktet Cephalotes och familjen myror. Inga underarter finns listade.

## Bildgalleri

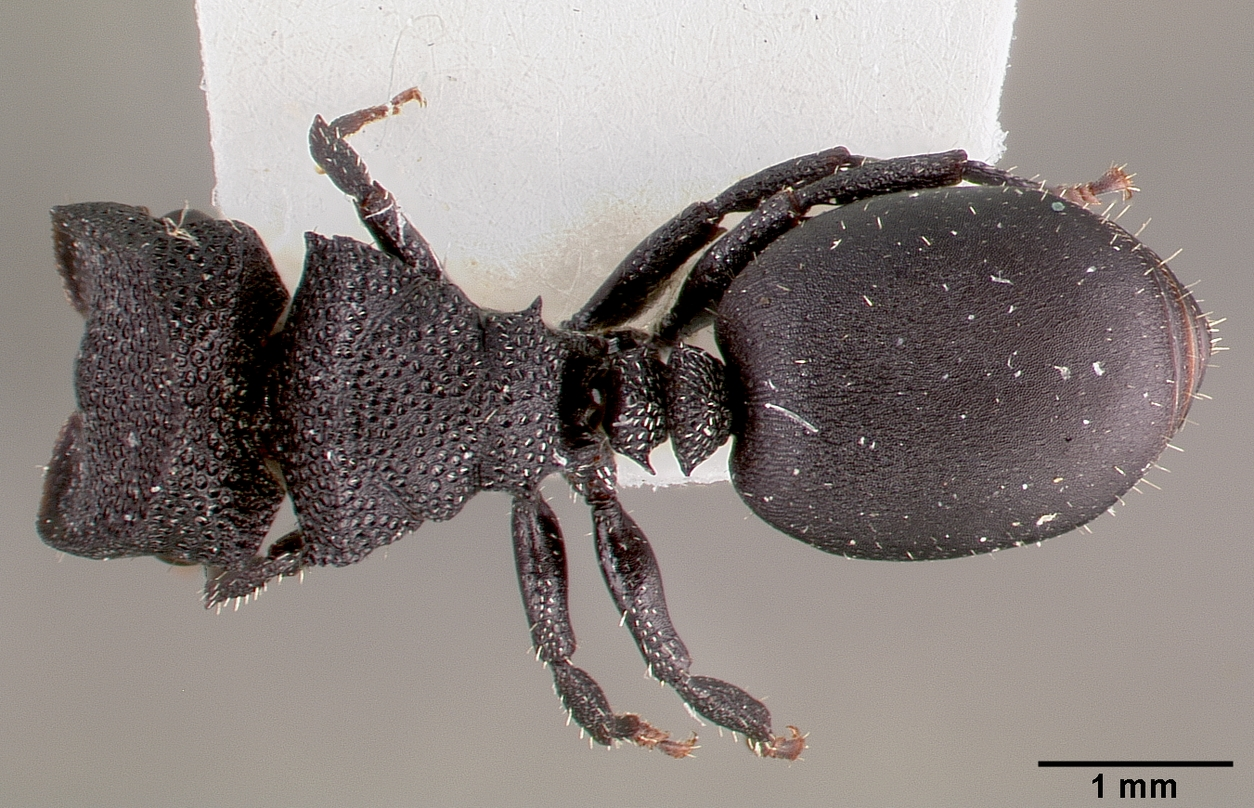
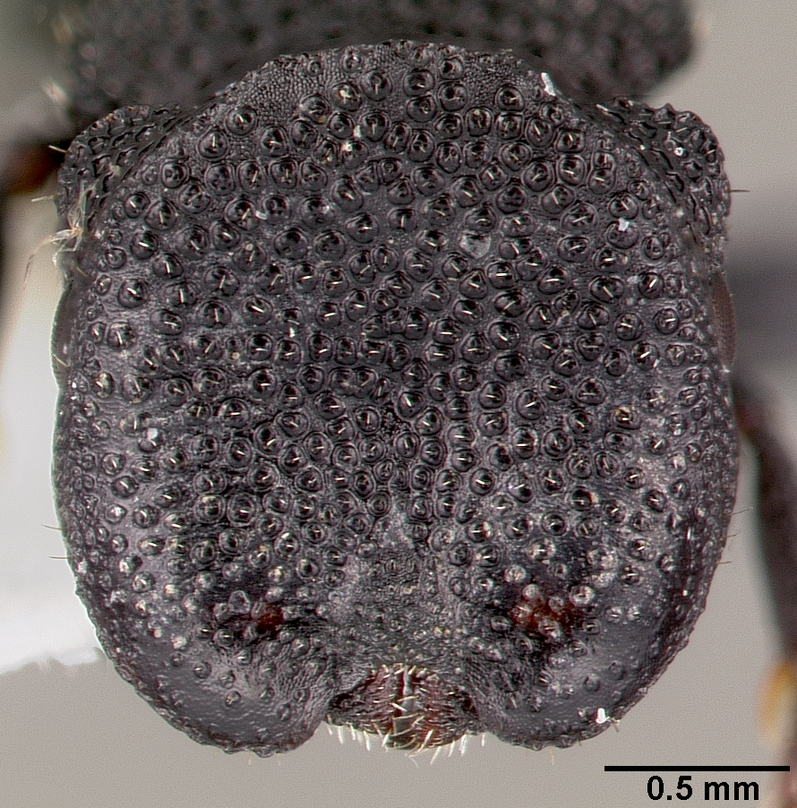
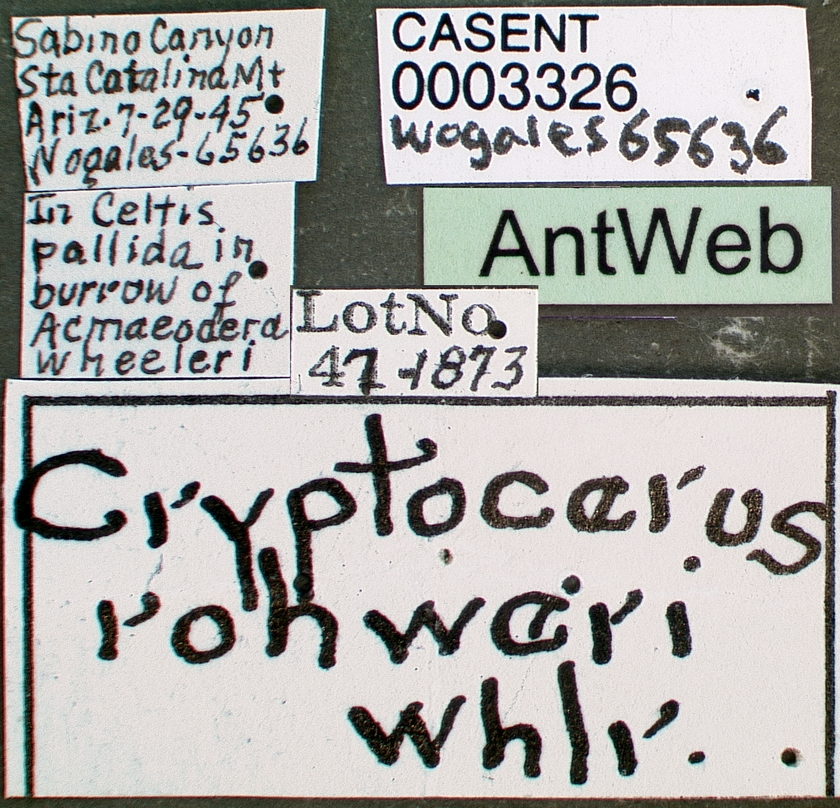
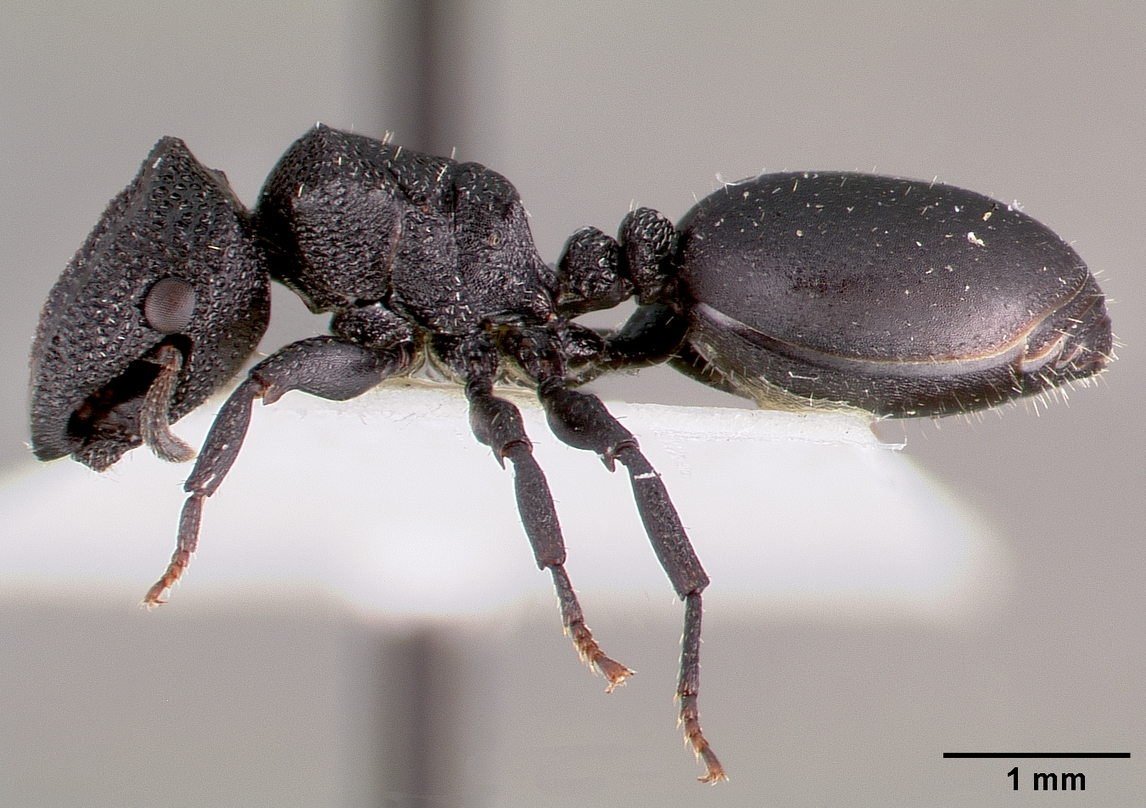